# Loxogramme duclouxii
Loxogramme duclouxii là một loài thực vật có mạch trong họ Polypodiaceae. Loài này được H. Christ miêu tả khoa học đầu tiên năm 1907.